# Buj
Buj (ros. Буй) – miasto w obwodzie kostromskim (Rosja), położone na lewym brzegu rzeki Kostroma, około 450 km od Moskwy, 103 km od Kostromy.
Miasto ma 27 392 mieszkańców (2002).
Założone w 1536, z rozkazu Heleny Glińskiej, matki Iwana Groźnego. Prawa miejskie uzyskało w 1776.
Przez miasto przebiega Kolej Transsyberyjska.